# Boldklubben 1903
Boldklubben 1903, zkráceně B 1903, je dánský fotbalový klub sídlící v Kodani.
Tým byl 7× mistrem Dánska. V roce 1992 se však profesionální tým sloučil s Kjøbenhavns Boldklub, aby vznikl FC Kodaň. Současný fotbalový tým B 1903 hraje jen v nižších soutěžích.
Barvami jsou černá a bílá.

## Historie
Klub byl založen v roce 1903. Tým byl 7× mistrem Dánska. V roce 1992 se však profesionální tým sloučil s Kjøbenhavns Boldklub, aby vznikl FC Kodaň. Současný fotbalový tým B 1903 hraje jen v nižších soutěžích.
Největším úspěchem na mezinárodní scéně bylo čtvrtfinále Poháru UEFA v ročníku 1991/92, když tým dokázal ve 2. kole doma rozdrtit Bayern Mnichov 6:2.

## Úspěchy
- Liga (7): 1920, 1924, 1926, 1938, 1969, 1970, 1976
- Pohár (2): 1979, 1986
- 55 sezon v 1. lize